# Tetraamminkupfernitrat
Tetraamminkupfer(II)-nitrat oder auch TACN (engl. Tetraamminecopper(II) nitrate) ist ein Komplexsalz des zweiwertigen Kupfers und der Salpetersäure. Die tiefblaue Farbe der Salzkristalle entsteht durch den Tetraamminkomplex [Cu(NH3)4]2+ des Kupfers, der in wässriger Lösung durch zwei weitere Wassermoleküle komplexiert wird.

## Darstellung
Tetraamminkupfer(II)-nitrat entsteht durch das Ausfällen, einer Ammoniak haltigen, wässriger Kupfer(II)-nitrat-Lösung mit Ethanol.
{\displaystyle {\ce {Cu(NO3)2 + 4 NH3 -> [Cu(NH3)4](NO3)2}}}
Ebenfalls kann es durch das Auflösen von Kupfer in einer ammoniakalischen, gesättigten Ammoniumnitrat-Lösung, unter Gasentwicklung, und anschließender Kristallisation synthetisiert werden.

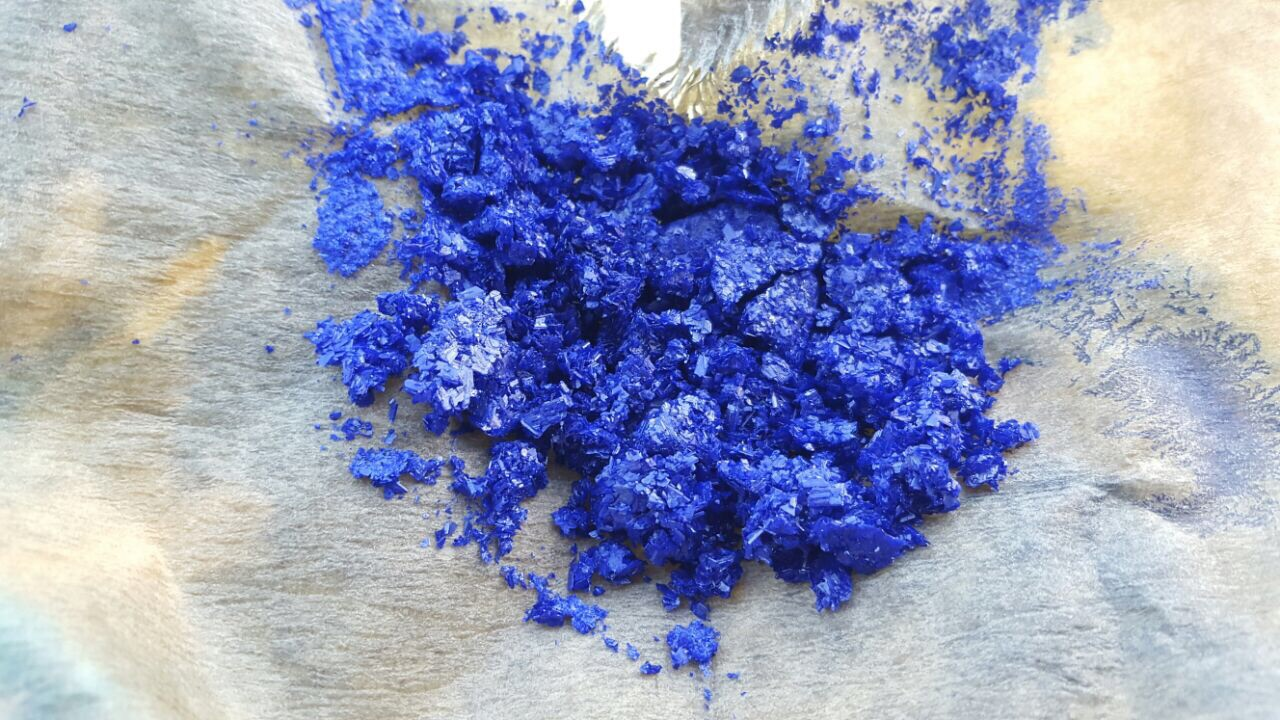
Feuchte Tetraamminkupfer(II)-nitrat Kristalle

{\displaystyle {\ce {Cu + 2 NH4NO3 + 2 NH3 -> [Cu(NH3)4](NO3)2 + H2}}}

## Eigenschaften
Aufgrund des stark oxidierenden Nitrat-Anions und des leicht oxidierbaren Liganden Ammoniak ist diese Verbindung instabil gegenüber Hitze, Stoß und Reibung. Sie kann ebenfalls als Sprengstoff fungieren. Mit einer niedrigen Detonationsgeschwindigkeit (2900 m/s) und kleinen Brisanz zählt sie zu den schwachen Sprengstoffen.
Bei Detonation oder starker Erhitzung ist diese Reaktion zu beobachten:
{\displaystyle \mathrm {[Cu(NH_{3})_{4}](NO_{3})_{2}\rightarrow Cu+3N_{2}+6H_{2}O} }
wobei sich die Substanz bei starkem Erhitzen zuerst verflüssigt, dann verpufft und das Produkt Kupfer noch mit Luftsauerstoff weiter zu Kupfer(II)-oxid reagiert.
Tetraamminkupfernitrat ist ein dunkelblauer Feststoff mit einer Kristallstruktur mit der Raumgruppe Pnnm (Raumgruppen-Nr. 58) bei Raumtemperatur. Bei 77 K besitzt er eine monokline Kristallstruktur mit der Raumgruppe P21/n (Raumgruppen-Nr. 14, Stellung 2).